# Cattle Town
Cattle Town è un film del 1952 diretto da Noel M. Smith.
È un western statunitense a sfondo storico ambientato in Texas negli anni 1880 con Dennis Morgan, Philip Carey, Amanda Blake, Rita Moreno, Paul Picerni e Ray Teal.

## Produzione
Il film, diretto da Noel M. Smith su una sceneggiatura di Thomas W. Blackburn, fu prodotto da Bryan Foy per la Warner Bros. e girato nel Janss Conejo Ranch, Thousand Oaks, California, dal 6 settembre 1952.

## Distribuzione
Il film fu distribuito negli Stati Uniti dal 6 settembre 1952 al cinema dalla Warner Bros.
Altre distribuzioni:
- in Finlandia il 28 maggio 1954 (Cowboykaupunki)
- in Belgio (Paniek in het Westen)
- in Belgio (Panique à l'Ouest)
- in Brasile (Rincão das Tormentas)

## Promozione
Le tagline sono:
- The Kill-Mad War for the West's Grazing Country!
- THIS IS CATTLEMAN'S LAND, MISTER...and no man is tough enough to take it away!
- THE KILL-MAD WAR FOR THE WEST'S GRAZING COUNTRY!
- THE BATTLE OF THE CATTLE BARONS!
- HERD AGAINST HERD! Barricades battered...the ranchlands gored...(original print ad)
- Singin' Mike, who softly crooned for the ladies...while his bullets hummed for the law! (ORIGINAL PRINT AD)